# Франку, Жуан ду Амарал
Жуа́н Мануэ́л Анто́ниу ду Амара́л Фра́нку (порт. João Manuel Antonio do Amaral Franco; 25 июня 1921 — 8 мая 2009) — португальский ботаник, профессор ботаники, «патриарх португальской ботаники».

## Биография
Жуан Мануэл Антониу ду Амарал Франку родился в Сантос-о-Велью, Лиссабон 25 июня 1921 года. 
Он был профессором ботаники нескольких поколений агрономов и лесоводов. В первый период своей научной деятельности (с 1940 по 1950 год) Франку занимался систематикой растений, в основном дендрологическими исследованиями хвойных пород растений; в этот период он начал свою долгую научную карьеру преподавателя.
Жуан Мануэл Антониу ду Амарал умер в Лиссабоне 8 мая 2009 года в возрасте 87 лет. 

## Научная деятельность
Жуан Мануэл Антониу ду Амарал Франку специализировался на папоротниковидных и на семенных растениях. Он начал свою научную деятельность будучи студентом и проводил её на протяжении последних 67 лет своей жизни. 

## Некоторые публикации
- Franco, JAF. 1950. Cedrus libanensis et Pseudotsuga menziesii. Boletim da Sociedade Broteriana, sér. 2, 24: 73—76.